# Asystel MC Carnaghi
Maillots
Le Asystel MC Carnaghi est un club de volley-ball féminin situé dans la ville de Villa Cortese, dans la province de Milan, en Lombardie. Le club a été créé en 1978 et a disparu en 2013.

## Historique
- 2012 : Fusion avec l'Asystel Volley Novare pour créer l'Asystel MC Carnaghi

## Palmarès
- Championnat d'Italie
  - Finaliste : 2010, 2011, 2012.
- Coupe d'Italie
  - Vainqueur : 2010, 2011.
  - Finaliste : 2013.
- Supercoupe d'Italie
  - Finaliste : 2010, 2011, 2012.
- Championnat de serie C (1)
  - Vainqueur : 2006.

## Effectifs

### Saison 2012-2013
Entraîneur : Mauro Chiappafreddo  Italie
| No  | Nom                   | Date de Naissance | Taille | Poids | Nationalité | Poste                     |
| --- | --------------------- | ----------------- | ------ | ----- | ----------- | ------------------------- |
| 1.  | Sanja Malagurski      | 8 juin 1990       | 193    | 75    | Serbie      | Attaquante                |
| 2.  | Natalia Viganò        | 24 novembre 1979  | 178    | 65    | Italie      | Réceptionneuse-attaquante |
| 3.  | Vilmarie Mojica       | 13 août 1985      | 177    | 63    | Porto Rico  | Passeuse                  |
| 4.  | María Nomikoú         | 30 mars 1993      | 190    | 80    | Grèce       | Attaquante                |
| 5.  | Alexandra Klineman    | 30 décembre 1989  | 194    | 73    | États-Unis  | Réceptionneuse-attaquante |
| 7.  | Raphaela Folie        | 7 mars 1991       | 187    | 82    | Italie      | Centrale                  |
| 8.  | Elena Perinelli       | 27 juin 1995      | 182    | 66    | Italie      | Réceptionneuse-attaquante |
| 9.  | Stefana Veljković     | 9 janvier 1990    | 191    | 76    | Serbie      | Centrale                  |
| 10. | Paola Cardullo        | 18 mars 1982      | 162    | 56    | Italie      | Libero                    |
| 11. | Sara Paris            | 19 juillet 1985   | 165    | 60    | Italie      | Libero                    |
| 12. | Ilaria Garzaro        | 29 septembre 1986 | 189    | 70    | Italie      | Centrale                  |
| 13. | Katarina Barun        | 1er décembre 1983 | 194    | 75    | Croatie     | Attaquante                |
| 14. | Caterina Bosetti      | 2 février 1994    | 180    | 65    | Italie      | Réceptionneuse-attaquante |
| 15. | Beatrice Parrocchiale | 26 décembre 1995  | 167    |       | Italie      | Libero                    |
| 17. | Giulia Rondon         | 19 juin 1987      | 189    | 74    | Italie      | Passeuse                  |
| 18. | Miriam Sylla          | 8 janvier 1995    | 181    | 80    | Italie      | Réceptionneuse-attaquante |